# Bruno Lambão
Bruno de Araújo (Fortaleza, 2 de outubro de 1986), mais conhecido como Bruno Lambão, é um jogador de futsal brasileiro que atua como goleiro. Atualmente joga pelo Clube Atlético Piauiense.

## Carreira
O goleiro iniciou sua trajetória em 2005, quando defendeu a equipe do Matelândia-PR. Sua primeira aparição com maior destaque foi somente em 2014, defendendo a camisa do Crateús, onde conquistou o título da Taça Brasil divisão Especial e foi considerado o melhor jogador da competição.
Com grande atuação na Taça Brasil, Lambão acertou sua transferência para o Brasil Kirin Futsal, equipe referência no país que hoje tem o nome de Magnus Futsal. Seu retorno ao estado aconteceu somente em 2018, quando passou a defender o Aracoiaba-CE e conquistou pela primeira vez a Copa do Estado. 
Após o título pelo Aracoiaba, o goleiro teve uma rápida passagem pelo Fortaleza, onde conseguiu contribuir com boas atuações e gols, mas durante a temporada acertou sua transferência para o Ceará. No Clube, foram quatro anos e diversos títulos, como a Copa do Brasil de 2021, um Tetracampeonato do Cearense, além de conquistar em duas oportunidades a Copa do Estado.
No último ano, defendeu a forte equipe do São João do Jaguaribe, onde voltou a conquistar o Campeonato Cearense e a Copa do Nordeste. Em 2024, chegou novamente à final da Copa do Estado mas acabou derrotado nos pênaltis para o Fortaleza. Antes de seu acerto com o Tricolor de Aço, participou da Kings League, torneio mundial de Fut7 onde foi o primeiro brasileiro a marcar um gol.
No início de 2025, o atleta anunciou sua saída do Fortaleza e foi anunciado pelo Clube Atlético Piauiense.